# التوحد في المغرب
التوحد في المغرب هو مرض يصيب نمو الدماغ، تُقدّر نسبة السكان المصابين به في البلاد حسب تقديرات عام 2000 بما يتراوح بين 4000 و 26000 شخص، معظمهم مكفول حصريًا من قبل عائلاتهم. حيث كانت هناك مراكز استقبال في المدن الكبرى مثل الدار البيضاء والرباط، لكن تم إغلاقها.
وفي غياب الدعم الحكومي وحملات التوعية في البلاد يعتمد تعليم الأطفال المصابين بالتوحد بشكل رئيسي على المبادرات الخاصة. كما يحاول القطاع التطوعي إقامة شراكات مع وزارة التعليم الوطني من أجل تكييف الدروس في المدارس الابتدائية العامة والنشاطات الإضافية.
يشبه المجتمع المغربي الأشخاص المصابين بالتوحد عمومًا بالأشخاص المنغوليين أو البلهاء الذين نتجوا عن علاقة زواج بين أفراد من نفس الأسرة أو لسبب وراثي. حيث لا يزال مرض التوحد متعتما وغير معروف في المغرب، أقدمت جمعية الأمة الخيرية الناشطة في البلدان الإسلامية المغاربية، على تصوير أطفال مصابين بالتوحد مقيدين بالسلاسل ويتعرضون للضرب مصرحين أن الأشخاص المعاقين يتم إخفاءهم وإساءة معاملتهم بشكل عام تجنبا للعار.